# Альянс европейских национальных движений
Альянс европейских национальных движений — европейская партия, образованная в Будапеште 24 октября 2009 года рядом националистических и праворадикальных партий из стран Европейского союза.
Членами — учредителями альянса является партия «За лучшую Венгрию» (на шестом съезде которой альянс и был создан), а также «Национальный фронт» (Франция), «Социальное движение — Трёхцветное пламя» (Италия), Национал-демократическая партия (Швеция) и «Национальный фронт» (Бельгия).
12 ноября 2009 года к уже существующим членам присоединилась Британская национальная партия; заинтересованность в присоединении к альянсу также имеют партии из Австрии, Испании и Португалии.
Альянс намерен сформировать депутатскую группу в Европарламенте, чтобы получить дополнительные преференции, но для этого нужно иметь 25 депутатов из семи стран, в то время как альянс имеет лишь восемь.

## Вступительная преамбула к политической декларации Альянса
- Осознание ответственности перед европейскими нациями, языками и культурами, которые они представляют
- Все члены выступают за неотъемлемые ценности христианства, естественное право, мир и свободу в Европе
- Понимание всех многочисленных угроз, мощными силами глобализации создаются для уничтожения бесценного Европейского наследия

## Состав альянса

### Действующие члены[1]
| Партия                                   | Сокращение | Страна         | ДЕП | ДНП |
| ---------------------------------------- | ---------- | -------------- | --- | --- |
| Трёхцветное пламя                        | FT         | Италия         | 0   | 0   |
| Национал-демократическая партия Болгарии | НД         | Болгария       | 0   | 0   |
| Британская национальная партия           | BNP        | Великобритания | 0   | 0   |
| Партия национального обновления          | PNR        | Португалия     | 0   | 0   |

### Ассоциированные члены-политики
| Имя                  | Страна   | Партия                   |
| -------------------- | -------- | ------------------------ |
| Бела Ковач           | Венгрия  | Независимый политик      |
| Димитр Стоянов       | Болгария | Атака                    |
| Кристиан Веругстрете | Бельгия  | Vlaams Belang            |
| Дайлис Баракаускас   | Литва    | Порядок и справедливость |

### Бывшие члены
| Партия                              | Сокращение | Страна    | Причина ухода                                              |
| ----------------------------------- | ---------- | --------- | ---------------------------------------------------------- |
| Йоббик                              | Jobbik     | Венгрия   | Разорвала связи в 2016 году                                |
| Республиканское социальное движение | MSR        | Испания   | Партия расформирована 30 января 2018 года                  |
| Национальные демократы              | ND         | Швеция    | Партия расформирована в апреле 2014 года                   |
| Сине-белый фронт                    | SVR        | Финляндия | Партия неактивна с 2015 года                               |
| Национальный фронт                  | FN         | Франция   | В 2011 году вошла в состав Европейского альянса за свободу |

### Бывшие наблюдатели
| Партия                              | Сокращение   | Страна  | Причина ухода                                                                      |
| ----------------------------------- | ------------ | ------- | ---------------------------------------------------------------------------------- |
| Всеукраинское объединение «Свобода» | ВО «Свобода» | Украина | Вышла из состава в связи с расколом в Альянсе по поводу точек зрения на Евромайдан |